# 348-го кварталу
348-го кварталу (рос. 348-го квартала) — селище у складі Анжеро-Судженського міського округу Кемеровської області, Росія.
Стара назва — Квартал 348-й.

## Населення
Населення — 603 особи (2010; 718 у 2002).
Національний склад (станом на 2002 рік):
- росіяни — 92 %